# OAE 2
海洋無酸素事変2（OAE 2）またはボナレリイベント（Bonarelli event）は、白亜紀に発生した海洋無酸素事変の一つ。後期白亜紀のセノマニアン末からセノマニアン/チューロニアン境界にかけて発生した。Selby et al. (2009) は発生年代を91.5 ± 8.6 Ma、Leckie et al. (2002) は93–94 Maとしている。OAE 2におけるδ13Cの正シフトの終了は国際地質科学連合の白亜系層序学小委員会によりセノマニアン/チューロニアン境界として定義されている。この境界では海洋生物の大量絶滅が発生しており、科レベルで8％、属レベルで26％、種レベルで33 - 55%の生物が絶滅している。

## 境界
セノマニアン/チューロニアン境界は1843年から1852年の間にアルシド・ドルビニにより最初に指摘された。当該の境界のグローバルタイプセクションはアメリカ合衆国コロラド州のプエブロに分布する、グリーンホーン累層 (en) のブリッジクリーク石灰岩部層に位置しており、当該の部層はミランコビッチ・サイクルの痕跡を伴う。ここでは有機物に富む特徴的な黒色頁岩は存在しないものの、炭素同位体の正シフトが明示されている。同位体シフトは黒色頁岩事変よりも約85万年長く続き、タイプセクションの異常の原因となった可能性がある。チベット南部のOAE2区間は、820 ± 25 kaに及ぶ複数の短期炭素同位体ステージを含む、より詳細で微細な炭素同位体の正のエクスカーションの完全な構造を記録している。当該の境界は、境界を特徴づける1 - 2mに達する厚い黒色頁岩層のため、1891年に研究を行ったGuido Bonarelli (en) にちなんでボナレリイベントとしても知られている。
OAE 2におけるδ13Cの正シフトの終了を境界として定義することは、Bengston (1996) で提案され、その後国際地質科学連合の白亜系層序学小委員会の投票を経て採用された。この正シフトは2‰以上でかつ急激であるため、スパイクとも呼ばれている。

## 原因

### 火成活動
OAE 2の原因として、約50万年早く活動を増大したカリブ巨大火成岩岩石区によると思われる海底火山活動が考えられる。この時代の間に地殻の生成量は過去100万年以内で最高レベルに達しており、主にこれは海洋地殻の下（リソスフェアの基底）に位置する熱いマントルプルームが広範囲で熔融したためである。これにより太平洋とインド洋の海洋地殻が厚みを増した可能性があるほか、全球気温の上昇に繋がる二酸化炭素が大気中へ莫大に放出されたと考えられている。海洋中で放出された二酸化硫黄・硫化水素・二酸化炭素およびハロゲンは海水の酸性度を上昇させ、炭酸塩の溶解を起こし、二酸化炭素のさらなる放出を誘発した。火山活動が低下すると、この暴走した温室効果は逆効果になった可能性が高い。海洋中の二酸化炭素濃度が上昇し、海洋表層水中の有機物の生産性が高まった可能性がある。その有機物は好気性細菌に消費され、無酸素状態となり、大量絶滅に至った。その結果、炭素の埋蔵量が増加し、海洋盆地での黒色頁岩の堆積を説明可能となる。
また、OAE 2の年代の近くで発生した巨大火成岩岩石区には複数の独立した出来事が関連しており、約9500万 - 9000万年前の年代にはマダガスカルとカリブ-コロンビアの巨大火成岩岩石区が活動していた。クロムやスカンジウム、銅やコバルトといった微量金属がセノマニアン/チューロニアン境界で発見されており、巨大火成岩岩石区が当該の出来事に寄与した主要かつ基本的な原因の1つになりうることが示唆されている。
2011年に行われたモデリング研究では、火山性の巨大火成岩岩石区による二酸化炭素の脱ガスがピークに達した場合、地球全体の深海90%以上が無酸素状態になる可能性があることが明らかになった。このことから、巨大火成岩岩石区がイベントを起こした可能性が支持されている。Takashima et al. (2011) やDu Vivier et al. (2015) はオスミウム・炭素同位体比層序や凝灰岩のU-Pb年代から、94.8Maから94.2Maにかけて大規模火成活動が継続し、94.4Maのピーク時の後にOAE 2が発生したことが示唆されている。またBarclay et al. (2010) は植物の気孔密度から当時の二酸化炭素分圧を推定し、OAE 2の直前に上昇が見られることを報告している。

### 熱塩循環の変化
OAE 2を再現するには温暖化の考慮のみでは不十分とされる。Authur et al. (1987) によると、この時代には大陸地形の変化に伴う海洋循環の変化も起きていた。南北大西洋の海盆は当時ブラジル北東部とモロッコ北西部の間に位置する海底高地により分断されていたが、大西洋の拡大に伴って高地は消失することになった。火山活動および熱水活動により生じていた大西洋底の温暖かつ塩濃度の高い海水は、深い大西洋からテチス海へ流れ込み、透光帯へ栄養塩の供給をもたらして生物生産を増大させた。これにより、無酸素環境が形成されるに至った。なお最後期セノマニアンから始まった海進は酸素に乏しい中層水・深層水による有機物の保存の強化に寄与した。

## 影響

### δ13Cのエクスカーション
地球規模の環境撹乱は大気温度と海水温を上昇させた。境界の堆積物はδ13C値の上昇を含む微量元素の濃縮を示している。セノマニアン/チューロニアン境界に見られるδ13Cの正のエクスカーションは中生代における主要な炭素同位体イベントの一つである。これは、過去1億1000万年からの地球規模の炭素循環における最大の擾乱の一つを意味する。このδ13C同位体変動は、有機炭素の埋没速度が著しく増加したことを示しており、有機炭素に富む堆積物が広く堆積・保存されたこと、当時の海洋の酸素が欠乏状態であったことを示唆する。

### 海洋生物多様性の変化とその解釈
OAE 2はプリオサウルス類や大部分の魚竜の絶滅を引き起こした。あるマーストリヒチアン階の烏口骨はかつて複数の論文著者から魚竜のものとして考えられていたが、首長竜のものとして解釈が改められた。アンモナイトは日本近海で約50%の種、西部内陸海路で74%の種が絶滅した。また西部内陸海路ではイノセラムス類の92%の種も絶滅しており、全軟体動物84種のうち51%が絶滅した。
北大西洋およびテチス海西部では放散虫の種の約58%、浮遊性有孔虫の種の約20%が絶滅した。特に浮遊性有孔虫の絶滅は、無酸素水塊が海洋表層に到達していたことを示唆する。石灰質ナノ化石をはじめとする様々な海洋生物の多様性の変化は、海洋が温暖かつ貧栄養であった時代、つまり生産力のピークが短く、その後長期にわたって低生産力が続く環境であったことを示唆している。ドイツのWunstorfに分布するセノマニアン/チューロニアン境界で行われた研究では、このOAE 2の間に石灰質ナノ化石であるWatznaueriaが特徴的に優勢であったことが明らかにされた。中栄養条件を好み、OAE 2の前後で一般的に優占したBiscutumとは異なり、Watznaueriaは温暖で貧栄養条件を好むことが明らかになった。
同時に、藻類のグループであるBotryococcusとプラシノ藻の卓越が見られ、外洋での堆積と対応している。これらの藻類の卓越は水柱の酸素欠乏と全有機炭素量の増加と強く関連している。これらの藻類群から、この時期、水柱のハロクライン成層があったことが示唆される。また、この時代の岩石からはボセディニアという淡水性の生物の微化石が発見されており、海洋の塩分濃度が低下していたことが示唆される。

## 地域性
なお、OAE 2の影響は汎世界的に一定であったわけではない。例えば日本の北海道に分布する蝦夷層群では、OAE 2に対応する層準の有機炭素含有量は多くない。他にも、当時の西部内陸海路と日本近海は共に海洋無酸素事変の影響を受けているものの、軟体動物化石相の変化パターンに地域間の差異が見られ、これは閉鎖的な海路と開けた陸棚という環境の差に起因すると考えられている。また、大西洋地域と太平洋地域では貧酸素環境の発達の時期が完全には同期していないことが炭素同位体比層序と有孔虫化石層序から示唆されており、太平洋地域が大西洋地域よりも先に貧酸素あるいは無酸素環境に達した可能性が報告されている。